# Русские фамилии
Большинство фамилий в мире в русской именной формуле произошло от отчеств (по крестильному или мирскому имени одного из предков), прозвищ (по роду деятельности, месту происхождения или какой-то другой особенности предка) или других родовых имён. Первые сообщения о фамилиях в русских землях были у граждан Великого Новгорода. Затем в XIV—XV веках появляются сообщения о фамилии московских удельных князей и бояр. В начале XIX века фамилии были введены для большинства подданных Российской Империи, в том числе и крестьян, для евреев (которые формально имели автономию и жили по Кагалу) фамилии были введены согласно «положению о евреях» в 1804 году. Русские фамилии в большинстве случаев были одинарными или писались через дефис, передавались строго по мужской линии. К 1930-м годам полностью завершился процесс получения фамилий малыми народами.
В современной России допускается существование двойных (например, Воронцов-Вельяминов), а также тройных (например, Александров-Соболев-Кабалевский, Голенищев-Кутузов-Толстой) фамилий.

## Словообразование и этимология
Антропонимика русских фамилий утверждает, что чаще всего фамилии образуются от личных имён (прозвищ) или тех или иных имён собственных через притяжательные прилагательные от ответа на вопрос «чей?» или «чьих?».

### Фамилии с суффиксами-ов / -ев / -ёв
Русские фамилии чаще всего имеют суффиксы -ов/-ев/-ёв. От 60 % до 70 % среди русских фамилий имеют суффиксы -ов/-ев/-ёв.
Фамилии на -ов/-ев/-ёв образованы следующим образом:
- Фамилии, образованные, в основном, как отчества или по имени деда (имя деда, от которого происходила временная фамилия отца) от церковных или славянских личных имён или прозвищ, например, Никанор → сын Никанора — Никаноров, Иван → сын Ивана — Иванов, Алексей → сын Алексея— Алексеев, человек по прозвищу Безбородый → сын Безбородого — Безбородов и т. п. Таким образом закреплялось наследственное имя в третьем поколении. Подобную этимологию имеет большинство русских фамилий. Так проще стало обозначать семьи одного корня. В случае, если у деда, чьё имя легло в основу утвердившейся фамилии, было два имени — одно крестильное, другое обиходное, то фамилия образовывалась от второго, так как крестильные имена не отличались разнообразием.
- Фамилии, образованные от профессий. Например, человек по профессии кузнец → сын кузнеца — Кузнецов.

Примеры: Богомолов, Бондарев, Бочаров, Гончаров, Мельников, Ковалёв, Кожевников, Кожемякин, Красильников, Кузнецов, Плотников, Столяров, Ткачёв, Токарев, Ямщиков.
-ов добавляется к прозвищам или именам на твёрдый согласный (Михаил — Михайлов),
-ев, -ёв к именам или прозвищам на мягкий согласный (Алексей — Алексеев), (Кисель — Киселёв),
-ин к именам или прозвищам с окончанием на -а, -я (Илья — Ильин).
Властями Области Войска Донского не признавались фамилии, оканчивающиеся на -ин и -ий/ый. При переписи населения такие фамилии переделывались на -ов, например фамилия Кузьмин превращалась в Кузьминов, Бессмертный — в Бессмертнов и т. п. Некоторые фамилии образованы «нанизыванием» суффиксов, например Павлюченков (Павло → Павлюк → Павлюченко → Павлюченков).
Согласно этимологическому словарю Фасмера суффиксы ов/ова/ово происходят от древне-русского, старо-славянского — «овъ», что созвучно с:
- с болгарским: «о́ви» — этот,
- с сербохорватским: «òва̑j, òвā, òвō» — этот, эта, это,
- с словенским: «óv» — этот, тот,
- c чешским: «оv, оvа, оvо»,
- c польским: «ów, оwа, оwо» — тот, та, то,
- c нижнелужицким: «hоw» — здесь, сюда.

### Фамилии с суффиксами на-ин / -ын
Соотношение фамилий на -ов/-ев к фамилиям на -ин можно определить как 70 % к 30 %.
Всё, что написано про фамильные наименования на -ов/-ев, полностью относится к фамилиям на -ин.
Фамилии с суффиксом на -ин присутствуют у белорусов и имеют меньшую популярность, чем среди русских фамилий. У белорусов соотношение суффиксов -ов/-ев и -ин совершенно другое, 90 % к 10 %. Это обусловлено тем, что основа фамилий воспринималась не в исконно русской уменьшительной форме имён на -ка, а с белорусской формой на -ко (Ивашков, Федьков, Гераськов — от соответственно Ивашко, Федько, Герасько, вместо Ивашкин, Федькин, Гераськин). Особое место занимают фамилии на -ин от женских имён: Машин, Катин, Валин. Присваивались они по имени матери, если отец был не известен или ребёнок не имел права наследовать отцовскую фамилию (например, в крепостной России, дети от помещика или его гостей).
Также, встречаются и фамилии образованные от прозвищ, к примеру: Рыжкин (образовано от прозвища рыжий).
Следует отличать русские фамилии на -ин от русифицированных латышских (где -ин заменяет уменьшительный суффикс -iņš, например, Берзин, Клявин), и от еврейских, образованных от еврейских женских имен в произношении на идиш: Хайкин, Фрумкин, Дворкин, Цыпкин, Ривкин, Гнесин, Гитлин и так далее.

### Фамилии с суффиксами-их / -ых
Русский Север является исторической родиной русских фамилий, имеющих суффиксы -их и -ых. Эти фамилии появились на рубеже первого и второго тысячелетий и позднее распространились в центральные районы Руси и Предуралье. Появление и широкое распространение фамилий в Сибири произошло гораздо позднее и было связано с началом периода покорения Сибири во второй половине XVI века.
Фамилии на -их/-ых произошли от прозвища, характеризовавшего семью — Короткие, Белые, Красные, Крупные, Мелкие, Глухие и т. д. — и являются формой родительного (или предложного) падежа множественного числа притяжательного прилагательного, которая образовалась путём прибавления патронимического суффикса к корню прозвища. Доктор филологических наук А. В. Суперанская так описывает механизм образования этих фамилий: «Глава семьи именуется Золото́й, все семейство — Золоты́е. Выходец или выходцы из семьи в следующем поколении — Золоты́х». По нормам литературного языка оканчивающиеся на -их и -ых фамилии не склоняются.

### Фамилии с суффиксами-ский / -цкий
Фамилии на -ский / -цкий чаще имеют своё распространение среди поляков, белорусов, украинцев и восточноевропейских евреев. Несмотря на это, достаточно немалый процент коренного русского населения имеет фамилии на -ский / -цкий. К данному способу словообразования относятся фамилии, образованные от названий:
- местности или населённых пунктов — такой способ образования особенно характерен для княжеских фамилий или западнорусской шляхты Великого княжества Литовского, однако не столь характерен для великорусских дворянских фамилий (в отличие от Западной Европы).

Примеры: Белозерский — владелец усадьбы Белоозера, Вяземский — владелец усадьбы в Вязьме.
- церковных приходов (церквей), в свою очередь, образованных от названий церковных праздников, имён святых.

Такие фамилии исторически связаны с духовным сословием.
Примеры: Вознесенский, Крестовоздвиженский, Рождественский, Троицкий, Успенский, Яранский.
- искусственно созданные в семинарии (см. Семинаристские фамилии).

Примеры: Афинский, Афонский, Добровольский, причём, иногда в качестве фамилий использовалась греческая или латинская калька с буквально переведённой фамилии или прозвища, например, Соловьёв — Аедоницкий.

У нас обыкновенно считают фамилии на «ский», «цкий» и «ич» польскими, но это ошибочно. Во-первых, есть множество коренных русских фамилий, и даже среди великорусского православного духовенства, оканчивающихся на «ский» и «цкий». Если же среди него не встречается вовсе фамилий, оканчивающихся на «ич», то это происходит оттого, что фамилии среди духовенства, производимые от отчеств или от разных прозваний, заменявших их, употреблялись без «ич», только как полуотчество. Во-вторых, у поляков нет вовсе фамилий, оканчивающихся на «ский» или «цкий», а есть только фамилии, оканчивающиеся, согласно общим свойствам их языка, на «ski» или «ски», т.-е. без «и» краткого. В-третьих, наконец, русские фамилии, оканчивающиеся на «ский» или «цкий», пишутся так только в силу позднейшего русского правописания. В старое же время никогда, например, не писалось: Одоевский, Оболенский, Волконский, а писалось: Одоевской, Оболенской, Волконской. Таким образом, часто встречающиеся одинаковые, как у русских, так и у поляков, родовые прозвания следовало бы писать различно. Например: Островской, Красовской, Краевской, Добровольской, Залесной, Заблоцкой, Левицкой, — последние две фамилии, если они русские, правильнее писать: Заблотской и Левитской, — будут фамилии чисто русские; но те же самые фамилии, написанные: Островски, Красовски, Крашевски, Добровольски, Залески, Заблоцки, Левицки, будут фамилии чисто польские.
— Е. Карнович «Родовые прозвания в России»

### Фамилии с суффиксами-ый / -ойи-ий
Фамилии на -ый/-ой и -ий подобно фамилиям предшествующей группы представляют собой обычные полные прилагательные, используемые в качестве существительных. Но семантически они отличаются от фамилий на -ский/цкий. Большинство из них может также употребляться в качестве обычных прилагательных, и, следовательно, синтаксическую природу их как существительных определяет, по-видимому, единственный признак — быть фамилиями.
Окончание -ый имеет место в безударной позиции после твердого согласного, например, Холодный, Волосатый; под ударением — окончание -ой, например, Яровой (‘весенний’), Земляной. После мягкого согласного следует окончание -ий, всегда безударное, например, Вчерашний, а после х, к, г, ш, ж - -ий (в безударной позиции) и -ой (под ударением), например, Безухий, Великий, но Плохой, Благой (‘кроткий, тихий’), Лозовой, Большой, Чужой.
В целом эти фамилии сохраняют ударение исходных прилагательных. Но в нескольких ударение сместилось на последний слог, благодаря чему они стали отличаться от соответствующих прилагательных, как например, Дешёвой (дешёвый), Дикой (дикий), Толстой (толстый). Не исключено, что в ряде случаев эти фамилии отражают устарелое или диалектное ударение.

### Фамилии с суффиксами на-ово/-аго
Фамилии на -ово/-аго, например Дурново, Хитрово, Живаго и т. д. изначально имели дворянское происхождение. Василий Чичагов в своём труде «Из истории русских имён, отчеств и фамилий вопросы русской исторической ономастики XV—XVII вв.» писал о том, что такие фамилии произошли от прозвищ, а точнее от их форм родительного падежа единственного числа. Как правило они употреблялись в сочетании со словами «сын», «дочь» или «дети» (Варлам сын Живаго (Живого)), которые впоследствии стали опускать. Так подобные отчества и превратились в фамилии.

## История происхождения

### Зарождение русских фамилий
В различных общественных слоях фамилии появились в разное время. Первыми в русских землях приобрели фамилии граждане Великого Новгорода и его обширных владений на севере, простиравшихся от Балтийского моря до Уральского хребта. Новгородские летописцы упоминают множество фамилий-прозвищ уже в XIII веке. Так в 1240 году среди новгородцев, павших в Невской битве, летописец упоминает имена: «Костянтинъ Луготиниць, Гурята Пинещиничь, Намѣстъ». В 1268 г. «посадника Михаила, и Твердислава Чермного, Никифора Радятинича, Твердислава Моисиевича, Михаила Кривцевича, Ивача, Бориса Илдятинича, брата его Лазоря, Ратшу, Василя Воиборзовича, Осипа, Жирослава Дорогомиловича, Поромана Подвоиского, Полюда, и много добрыхъ бояръ». В 1270 г. «побѣгоша къ князю на Городище тысячьскыи Ратиборъ, Гаврило Кыяниновъ и инии приятели его». В том же году князь Василий Ярославич «поѣха в Татары, поима съ собою Петрила Рычага и Михаила Пинещинича». В 1311 г. «убиенъ бысть Костянтинъ, Ильинъ сынъ Станимировича». В 1315 г. князь Михаил Тверской требует у новгородцев: «выдаите ми Федора Жревьского». В 1316 г. «Данилъко Писцевъ убьенъ бысть». В 1327 г. «новгородци от себе послаша Федора Колесницю, въ Орду». В 1329 г. «убиша въ Юрьевѣ новгородского посла мужа честна Ивана Сыпа». В 1332 г. «Въсташа крамолници в Новѣгородѣ, и отъяша посадничьство у Федора у Ахмыла и даша Захарьи Михаиловичю, и пограбиша дворъ Смена Судокова».
Несколько позже, в XIV—XV веках, родовые имена появились у князей и бояр. Князья прозывались по имени своего удела, и моментом возникновения фамилии надо считать момент, когда князь, лишившись удела, всё-таки сохранял за собой и потомками его название в качестве прозвища: Шуйский, Воротынский, Оболенский, Вяземский и пр. Меньшая часть княжеских фамилий происходит от прозвищ: Гагарины, Горбатые, Глазатые, Лыковы, Скрябины (боярин Тимофей Григорьевич Скряба Травин) и пр. Фамилии вроде Лобанов-Ростовский соединяют наименование княжения с прозвищем. Боярские и дворянские фамилии образовывались также от прозвищ либо от имен родоначальников. Процесс становления боярских фамилий из наследственных прозвищ хорошо иллюстрируется историей боярского (впоследствии царского) рода Романовых. Его родоначальниками были жившие в XIV веке Андрей Кобыла (его брат Фёдор Иванович Шевляга — основатель древнего боярского рода Трусовых (от Матвея Труса, XV век) и др.) и Фёдор Андреевич Кошка Кобылин. Потомки Фёдора Кошки на протяжении нескольких поколений носили прозвище-фамилию Кошкины (впрочем, не все: его сын Александр Беззубец стал родоначальником Беззубцевых, а другой сын Фёдор Голтяй — родоначальником Голтяевых). Кошкиными звались его сын Иван и внук Захарий Иванович. Среди детей последнего, Яков Захарьевич Кошкин стал родоначальником дворянской фамилии Яковлевых, а Юрий Захарьевич стал зваться Захарьин-Кошкин, тогда как сын последнего звался уже Роман Захарьин-Юрьев. Фамилию Захарьин-Юрьев, или просто Захарьин, носил и сын Романа, Никита Романович (а равно его сестра Анастасия, первая жена Ивана Грозного); однако дети и внуки Никиты Романовича звались уже Романовыми, включая Фёдора Никитича (патриарха Филарета) и Михаила Фёдоровича (царя).

Чтобы дать некоторое понятие о том, какие загадочные фамильные прозвания могли возникнуть из личных прозвищ, встречаемых не только в так называемом простонародье, но и в древних дворянских родословных, мы укажем на некоторые из них. Так, кроме прозвищ, заимствованных от каких-либо внешних признаков, как наприм.: Кривой, Немой, Одноглаз, Хрипун, или каких-либо внутренних свойств, например: Глупый или Умный, встречаются в летописях и такие прозвания: «Умойся грязью», «Собачья рожа», Швих, Шист, Кудекуша, Сыдавный, Киберь, Ничика, Нешта, Сандырь, Силеха, Псище, Волкохищенная Собака, Ляпун, Дубовый Нос, Свистун Неблагословенный, Еропка, Шква, Услом. Один из князей Ярославских носил прозвище Кнут. От него пошли князья Кнутовы, ныне уже не существующие. Позднее в Москве носил родовое прозвание тоже Кнутов один шведский выходец Кнутсон.
— Е. Карнович «Родовые прозвания в России»
В конце XV века среди русских дворян появляются первые фамилии иностранного происхождения, прежде всего фамилии польско-литовских и греческих (напр. Философовы) выходцев; в XVII веке к ним прибавляются такие фамилии западного происхождения, как Фонвизины, Лермонтовы. Фамилии потомков татарских выходцев напоминали об именах этих выходцев: Юсуповы, Ахматовы, Карамзины (от Кара-Мурза). Не всегда тюркское происхождение фамилии свидетельствует о не русском происхождении её носителей: в ряде случаев, они происходят от прозвищ, бывших в моде на Московской Руси. Такова фамилия Бахтеяровы (которую в форме Бахтеяровы-Ростовские носила ветвь ростовских князей-Рюриковичей, происходившая от князя Фёдора Дмитриевича Приимкова-Бахтеяра) или фамилия Беклемишевы, произошедшая от прозвища Беклемиш (тюркск. — охраняющий, сторожащий), которое носил Фёдор Елизарович, боярин Василия I.
У крестьян в этот период фамилий обычно не было, функцию таковых выполняли прозвища и отчества, а также упоминание их хозяина, так как в XVI веке крестьянство центральной России подвергалось массовому закрепощению. Например, в архивных документах того времени можно встретить такие записи: «Иван Микитин сын, а прозвище Меншик», запись 1568 года; «Онтон Микифоров сын, а прозвище Ждан», документ 1590 года; «Губа Микифоров сын Кривые щёки, землевладелец», запись 1495 года; «Данило Сопля, крестьянин», 1495 год; «Ефимко Воробей, крестьянин», 1495 год. В этих записях можно видеть указания на статус ещё свободных крестьян (землевладелец), а также отличие отчества от фамилии (сын такого-то). Крестьяне северной России, бывших новгородских владений, могли иметь настоящие фамилии и в эту эпоху, так как крепостное право на эти области не распространялось. Вероятно, самый известный пример такого рода — Михайло Ломоносов. Имело фамилии и казачество. Фамилиями была наделена и значительная часть населения земель входивших ранее в Речь Посполитую — белорусские земли до Смоленска и Вязьмы, Малороссия. Фамилии были и у большей части коренного населения чернозёмных губерний, потомков служилых людей: однодворцев, государственных крестьян.
При Петре I Сенатским указом от 18 июня 1719 года, в связи с введением подушной подати и рекрутской повинности, официально были введены и самые ранние документы полицейского учёта — проезжие грамоты (паспорта). Паспорт содержал сведения: имя, фамилия (либо прозвище), откуда выехал, куда направляется, место жительства, характеристика его рода деятельности, сведения о членах семьи, которые ехали вместе с ним, иногда сведения об отце и родителях.
Указом от 20 января 1797 года император Павел I повелел составить Общий гербовник дворянских родов, где было собрано более 3000 дворянских родовых имён и гербов.

### Распространение фамилий у купечества и служилых людей
В XVIII—XIX веках стали распространяться фамилии у служащих людей и у купечества. Поначалу только самое богатое — «именитое купечество» — удостаивалось чести получить фамилию. В XV—XVI веках таких было немного и, в основном, северорусского происхождения: например, купцы Калинниковы, основавшие в 1430 году город Соль Камская, или знаменитые Строгановы. Среди фамилий купечества было много таких, в которых отражалась «профессиональная специализация» их носителей. К примеру, фамилия Рыбников, образованная от слова рыбник, то есть «торговец рыбой». Можно вспомнить также гражданина Кузьму Минина, как известно не относившегося к дворянству, но имевшего собственную фамилию уже в конце XVI, начале XVII веков.

В прежнее время наше простонародье, как мы уже сказали, не имело вообще родовых прозваний, и когда представлялась надобность для определения таким способом какой-либо личности из их среды, как, например, при записке в купечество, в мещанство или в ремесленное общество, то личность их определялась только крестным именем и полуотчеством, обращавшимся обыкновенно в фамильное прозвание, если о таковом не заявлял сам новик. Если же, несмотря на такое заявление, в гильдии или мещанском обществе было уже другое лицо с таким же именем и полуотчеством, то вступающий получал особое прозвание, так называемую «приватною» фамилию, под которою он и вёл торг или справлял своё ремесло. При этом русские ремесленники принимали иногда иностранную фамилию, с тем, чтобы впоследствии, в качестве хозяина какой-нибудь мастерской, казаться по прозванию немцем или вообще иностранцем и в силу этого пользоваться большим вниманием и доверием со стороны заказчиков и покупщиков, которые обыкновенно предпочитают немецкую работу русской и русским товарам иностранные.
Несколько лет тому назад в Петербургском окружном суде разбиралось подобное дело, а именно: о присвоении каким-то крестьянином Ярославской губернии фамилии Викторсон. На суде коренник-ярославец заявил, что он принял эту фамилию с тем, чтобы, торгуя папиросами, казаться иностранцем. Подобного рода присвоение русскими людьми чужестранных фамилий весьма близко подходит к означению на прежних вывесках мнимого чужеземства, как, например: «портной мастер Дубиносов из Парижа».
— Е. Карнович «Родовые прозвания в России»

### Распространение фамилий у духовенства
У духовенства фамилии стали появляться лишь с середины XVIII века и давались или по духовному званию, как то Попов, Пономарёв, Протопопов, или по названию прихода (храма): Преображенский, Никольский, Покровский, Троицкий, Благовещенский, Рождественский, Успенский, Космодемьянский и т. п. 
Кроме того, с XVIII века, когда начали распространяться духовные учебные заведения (то есть школы для сыновей лиц духовного сословия), учащиеся семинарий получали фамилии по решению своих наставников и такие фамилии могли производиться от перевода на латынь или греческий язык простых русских фамилий или эпитетов, характеризующих ученика, а также и весьма произвольно: Ансеров (перевод на латынь — лат. anserem — фамилии Гусев), Пальмин, Кипарисов, Реформатский, Павский, Афинский, Ключевский, Тихомиров, Липеровский (от греческого корня, означающего «печальный»), Гиляровский (от греч. ἱλαρός — «веселый»). При этом лучшим ученикам давались фамилии наиболее благозвучные и несшие сугубо положительный смысл, на русском или латинском языке: Бриллиантов, Добромыслов, Бенеманский, Сперанский (русский аналог: Надеждин), Беневоленский (русский аналог: Добровольский), Добролюбов и пр.; наоборот, плохим ученикам придумывали неблагозвучные фамилии, например Гибралтарский, или же образованные от имен отрицательных библейских персонажей (Саулов, Фараонов).

### Распространение фамилий у крестьянства
В Центральной России среди крестьянства фамилии до XIX века были относительно редки.  Большинство крестьян центра России было официально наделено фамилиями, зафиксированными в документах только после отмены крепостного права в 1861 году. Но у некоторых крестьян фамилии возникли значительно раньше. Чем богаче и известней был крестьянский род, тем раньше он получал фамилию. Чаще всего они возникали из личных прозвищ.
В ревизских сказках вплоть до XIX века подавляющее большинство крестьян было записано без фамилии, крестьянский двор числился под именем главы семейства (у которого указывалось лишь имя и отчество). Например, родился в семье Ивана сын Прокопий, и во всех записях именуется он Прокопий Иванов. Когда же у Прокопия рождался сын Василий, то его именовали Василий Прокопьев, а вовсе не Иванов. При этом в разных документах могла использоваться разная фамилия. Например, крестьяне одного рода в течение 200 лет в ревизских сказках писались фамилией Прокудины. В то же самое время в рекрутских списках представителей этого рода писали как Бодаевы.
Крестьяне получали фамилию в случае, если они по рекрутской повинности становились солдатами.

В 1826 году, в Учреждении Генерального Штаба, между прочим, сказано было: «если кто из принятых рекрут будут иметь прозвища непристойные, о тех писать в полках, как к жалованью, так и во всех списках и перекличках отчеством», или по заведённому в Москве порядку только полуотчеством: как Федосеев, Карпов, Лукин и т. д., и некоторые из таких прозваний обратились в родовые. Звучащие ныне грубо для современно-образованного уха фамилии, а также относящиеся к каким-либо некрасивым внешним признакам или неприглядным внутренним качествам, считаются у нас обыкновенно простонародными — «мужицкими», но это не совсем верно. Действительно, среди простонародья такие родовые прозвания, как Синебрюхов, Вороватов, Пьяницын, встречаются гораздо чаще, чем среди дворянства, но, тем не менее, не только простота, но и грубоватость фамилии вовсе не свидетельствуют ещё о темноте и недавности её происхождения.
— Е. Карнович «Родовые прозвания в России»
В 1860-е годы, после отмены крепостного права, множество крестьян в поисках работы отправились в города, для чего им нужно было получить паспорт, где была графа «фамилия». В качестве фамилии в паспорт чаще всего вписывали отчество, поэтому было множество Ивановых, Петровых и Сидоровых. Некоторым давали фамилии по профессиям их отцов, что привело к появлению Кузнецовых, Сапожниковых, Плотниковых и т.д. Нередко бывшим крепостным крестьянам указывали в паспортах в качестве фамилии фамилию своего помещика: Оболенские, Шереметьевы и т.п. Также давались такие фамилии, как Князевы, Графские, Дворяниновы, Помещиковы, Бариновы. Очень многие фамилии по происхождению являются семейными прозвищами, которые, в свою очередь происходили от «уличного» прозвища того или иного члена семьи. Таким образом, наделение крестьянина фамилией часто сводилось просто к официальному признанию, узакониванию, закреплению семейных или личных прозвищ за их носителями. Многие из них были именами собственными (Горазд, Ждан, Любим), другие возникли как прозвища, но потом стали именами (Некрас, Дур, Чертан, Злоба, Неустрой). Здесь надо заметить, что в древнерусской системе имён также было принято называть младенцев охранными именами, оберегами — именами с отрицательным содержанием — для защиты, отпугивания злых сил или для обратного действия имени. Считалось, что Дур вырастет умным, Некрас красавцем, а Голод всегда будет сытым. Охранные имена потом становились свыкшимися прозвищами, а далее и фамилией.
В корне фамилий некоторых лежали названия населённых пунктов (сёл, деревень), выходцами откуда были эти крестьяне. В основном это фамилии, оканчивающиеся на -ских: Брынских, Лебедевских, Успенских. Е. П. Карнович относит окончания на «ых» и «ских» в именительном падеже единственного числа к местным особенностям при образовании русских фамилий в Сибири, например, Иван Бледных, Василий Еловских
В 1888 году был издан специальный указ, гласивший:
…Как обнаруживает практика, и между лицами, рождёнными в законном браке, встречается много лиц, не имеющих фамилий, то есть носящих так называемые фамилии по отчеству, что вызывает существенные недоразумения, и даже иногда злоупотребления… Именоваться определённой фамилией составляет не только право, но и обязанность всякого полноправного лица, и означение фамилии на некоторых документах требуется самим законом.
Первая перепись 1897 года показала, что фамилии не имеет до 75 % населения (впрочем, это относилось более к жителям национальных окраин, чем коренной России). Окончательно у всего населения СССР фамилии появились только в 30-е годы XX века в эпоху всеобщей паспортизации.

## Частотность
Русские фамилии, а также фамилии созданные по их образу и подобию, распространены на большей части территории России и во многих странах ближнего зарубежья. Десятка самых распространённых выглядит так (справа от фамилии указан % от общего числа населения России):
1. Смирнов 1,862
2. Иванов 1,33
3. Кузнецов 0,998
4. Соколов 0,856
5. Попов 0,806
6. Лебедев 0,742
7. Козлов 0,636
8. Новиков 0,61
9. Морозов 0,568
10. Соловьёв 0,486

По данным еженедельника «Аргументы и факты», в 2017 году самыми распространёнными фамилиями в России являются:
- Происходящие от имён: 1. Иванов 2. Петров 3. Васильев
- Происходящие от профессий: 1. Кузнецов (а также Ковалёв) 2. Попов (а также Пономарёв и Дьячков) 3. Коновалов
- Происходящие от названия птиц: 1. Соколов 2. Лебедев 3. Соловьёв
- Происходящие от названия зверей: 1. Козлов 2. Волков 3. Зайцев
- Происходящие от названия рыб: 1. Ершов 2. Карпов 3. Щукин
- Происходящие от названия растений: 1. Виноградов 2. Цветков 3. Калинин
- Происходящие от названия насекомых: 1. Комаров 2. Жуков 3. Мухин
- Происходящие от названия продуктов: 1. Киселёв 2. Блинов 3. Маслов
- Происходящие от названия предметов быта: 1. Горшков 2. Шилов

## Женские фамилии
От мужских русских фамилий на -ов, -ев, -ёв, -ин, склоняющихся по парадигме кратких притяжательных прилагательных, образуются формы женских фамилий с флексией -а, склоняющиеся по парадигме кратких притяжательных прилагательных женского рода (например, «у Елены Сергеевны Булгаковой»). От фамилий на -ий, -ый, -ой, склоняющихся по парадигме полных прилагательных, образуются формы женских фамилий с флексией -ая, склоняющиеся по парадигме полных прилагательных женского рода (например, «у Софьи Васильевны Ковалевской»). Для остальных (кроме славянских фамилий на -а/-я, склоняющихся по парадигме существительных 1-го склонения) фамилий форма женского рода совпадает с мужской, и не склоняется, даже если она склоняется в мужском роде (например, «у Анны Павловны Шерер»).
В русской традиции женщины при вступлении в брак часто принимают фамилию мужа, хотя с 1918 года закон к этому не обязывает (см. девичья фамилия).

## Смена фамилий
В Российской империи фамилии было разрешено менять в особых случаях: при признании отцом незаконнорождённого ребёнка и при усыновлении. Также до 1850 года фамилии было разрешено менять евреям при принятии православия (затем это было им запрещено). В иных случаях перемена фамилии производилась не иначе как указом Сената по департаменту герольдии «с высочайшего соизволения, испрашиваемого через комиссию прошений».
После Октябрьской революции 4 марта 1918 года был издан декрет СНК РСФСР «О праве граждан изменять свои фамилии и прозвища», который предусматривал, что «каждому гражданину Российской Советской Федеративной Республики по достижении им восемнадцатилетнего возраста предоставляется право изменить фамильное или родовое прозвище свободно, по его желанию, поскольку этим не затрагиваются права третьих лиц, обеспеченные специальными узаконениями» и что смена фамилии осуществляется путём обращения к заведующему отделом записи браков и рождений, который составляет протокол, опубликовывает его за счёт просителя в местной правительственной газете и одновременно пересылает для опубликования в правительственную газету центральной власти, а также извещает учреждение, ведущее списки об уголовной судимости.
Однако в сталинский период для смены фамилии стали требоваться веские уважительные причины, при этом запрещалась смена фамилии, «если заявитель находится под следствием, судом или у него имеется судимость» или «если против перемены фамилии, имени, отчества имеются возражения со стороны заинтересованных государственных органов».
В настоящее время действующий в России Федеральный закон «Об актах гражданского состояния» от 15.11.1997 № 143-ФЗ предусматривает, что лицо, достигшее возраста четырнадцати лет, вправе переменить своё имя, включающее в себя фамилию, собственно имя и (или) отчество (ст. 58). При этом указывать определённые уважительные причины для этого не требуется, однако предусмотрена возможность отказа. Установлено, что руководитель органа записи актов гражданского состояния обязан сообщить причину отказа в письменной форме, однако основания для такого отказа закон не перечисляет (п. 5 ст. 60).

### Словари русских фамилий
общерусские:
- Ведина Т. Ф. Энциклопедия русских фамилий: тайны происхождения и значения. — Москва: АСТ : Астрель, 2008. — 765 с. — (Карманная библиотека словарей). — ISBN 978-5-17-046547-7.
- Веселовский С. Б. Ономастикон: Древнерусские имена, прозвища и фамилии. — М.: Наука, 1974.
- Бек А. Ф. Святые угодники Божии в русских фамилиях [Текст] : этимологический словарь. — Самара : Изд-во Ас Гард, 2014
- Ганжина И. М. Словарь современных русских фамилий. Словарь современных русских фамилий. — М.: Астрель, АСТ, 2001. — 672 с. — ISBN 5-271-00127-X, ISBN 5-237-04101-9.
- Грушко Е. А., Медведев Ю. М. Словарь фамилий. — Н. Новгород: Три богатыря; Братья славяне, 1997.
- Медведев, Ю. М. 10 000 русских имен и фамилий = Десять тысяч русских имен и фамилий [Текст] : энциклопедический словарь : [происхождение и значение, именины и святые покровители, символы имени, уменьшительные формы, сведения о знаменитых людях, носивших данное имя] / Ю. М. Медведев. — Москва : АСТ : Астрель, 2010.
- Никонов В. А. Словарь русских фамилий / Сост. Е. Л. Крушельницкий; предисл. Р. Ш. Джарылгасиновой. — М.: Школа-Пресс, 1993. — 224 с. — ISBN 5-88527-011-2.
- Суперанская А. В. Словарь русских личных имён: Более 7500 рус. имён: [История возникновения имён. Образование отчеств и фамилий] / А. В. Суперанская. — Москва : Эксмо, 2003
- Фамилии России / [Астраханцев В. В. и др. ; отв. ред. А. В. Суперанская] ; Российская акад. наук, Ин-т языкознания, Междунар. ин-т генеалогических исслед. — Москва : Ин-т языкознания РАН, 2008-
- Федосюк Ю. А. Русские фамилии: Популярный этимологический словарь. — 5-е изд. — М.: Флинта, Наука, 2004. — 240 с. — ISBN 5-89349-216-1, ISBN 5-02-002782-0.; — 6-е изд., испр. (недоступная ссылка с 14-06-2016 [3337 дней]) — М.: Флинта, Наука, 2004. — 240 с.

по регионам:
- Гордова Ю. Ю. Словарь фамилий Рязанской области : этимология, история. Имена, прозвища, фамилии рязанцев в XVI веке : грант М-ва культуры Российской Федерации. — Рязань : Рязанский обл. науч.-методический центр нар. творчества, 2009
- Дарбаян М. Г. Словарь русских фамилий Верхнего Приобья конца XVIII в. : на материале официально-деловой письменности Колывано-Воскресенского горного округа. — Барнаул : Новый формат, 2024
- Дмитриева И. Л. Нестандартные фамилии Тамбовской области / Л. И. Дмитриева, А. С. Щербак. — СПб. : Филол. фак. С.-Петерб. гос. ун-та, 2004 (Филол. фак. СПбГУ).
- Ибрагимова В. Ф. Словарь русско-украинских фамилий тюркского происхождения. — Симферополь : Симферопольская гор. тип., cop. 2009
- Истомин А. А. Именослов Устьянских волостей : происхождение названий деревень, рек, озёр и фамилий устьяков / Истомин Андрей, Кузнецов Александр ; Муниципальная бюджетное учреждение культуры «Устьянский краеведческий музей» Архангельской области. — Изд. 2-е, испр. и доп. — Москва : Сказочная дорога ; Октябрьский, поселок, Архангельская область : Устьянский краеведческий музей, 2024.
- Книга вятских родов: в 3 т. / авт.-сост. В. А. Старостин. — Киров : О-Краткое, 2012. Т. 1: Словарь фамилий. Т. 1. — 2012
- Королева И. А. Словарь фамилий Смоленского края. Смоленск : СГПУ, 2006; Фамилии смоленского дворянства : материалы для Словаря фамилий Смол. края / И. А. Королёва. — Смоленск : [б. и.], 2003
- Косточаков Г. В. Словарь шорских фамилий : учеб. пособие для студентов шорского отд-ния КузГПА. — Кемерово : Кузбасс, 2005
- Кузнецов А. Тарногский ономастикон : словарь фамилий кокшаров и названий деревень Тарногского района. — Вологда : ВГПУ, 2007
- Мосин А. Г. Уральские фамилии : Материалы для слов. Рос. акад. наук. Ур. отд-ние. Центр. науч. б-ка. — Екатеринбург : Екатеринбург, 2000
- Назаров А. И. Словарь фамилий уральских казаков. — Алматы: Комплекс, 2003
- Парфенова Н. Н. Словарь русских фамилий конца XVI—XVIII вв. : по архив. источникам Зауралья. Сургут. гос. пед. ун-т. — Москва : Синергия, 2005
- Плесовский П. В. Фамилии коми : [Словарь] / Федор Плесовский; [Вступ. ст. И. Л. Жеребцова, О. И. Уляшева]. — Сыктывкар : РИПКРО, 1997
- Полякова Е. Н. Словарь пермских фамилий. — Пермь: Книж. мир, 2005; К истокам пермских фамилий. Словарь. — Пермь : Изд-во Перм. ун-та, 1997
- Ситнов В. Ф. Обыватели Павловского Посада до 1917 года : словарь-справочник фамилий. — Павловский Посад (Московская обл.) : [Б. и.], 2006
- Соколов А. Д. Читая брянские фамилии. — Брянск : Читай-город, 2002
- Статина Н. В. Словарь фамилий Еткульской станицы 1896 года [Текст] : казакам Оренбургского войска посвящается… Челябинск : Полиграф-Мастер, 2014; Словарь фамилий Еманжелинской станицы Оренбургского казачьего войска . — Челябинск : Полиграф-Мастер, 2019; Словарь фамилий прихожан Флоро-Лаврской церкви XVIII века. Челябинск : Полиграф-Мастер, 2013; Словарь фамилий лиц духовного сословия Оренбургской епархии 1873 года. Челябинск : Полиграф-Мастер, 2018; Словарь фамилий Коельской крепости (станица) XVIII — нач. XIX века [Текст] : казакам Оренбургского войска посвящается… Челябинск : Полиграф-Мастер, 2015; Словарь фамилий жителей села Белоярского и его окрестных деревень второй половины XIX века. — Челябинск : Полиграф-Мастер, 2016
- Фамилии жителей Великого Новгорода и Новгородского района : обрат. слов. / С.-Петерб. гос. ун-т; [авт.-сост. Ф. Н. Ислямов]. — СПб. : С.-Петерб. гос. ун-т, 2003 (ЦОП тип. Изд-ва СПбГУ)
- Фомин Э. В. Материалы для словаря русских фамилий чувашского происхождения : [словарь] / Э. В. Фомин, А. М. Иванова ; Министерство науки и высшего образования Российской Федерации, Федеральное государственное бюджетное образовательное учреждение высшего образования «Чувашский государственный университет имени И. Н. Ульянова». — Чебоксары : Изд-во Чувашского ун-та, 2019
- Халиков А. Х. 500 русских фамилий булгаро-татарского происхождения. — Казань: Казань, 1992. — 192 с. ISBN 5-85840-260-7.
- Чайкина Ю. И. Вологодские фамилии: словарь. — Вологда: Русь, 1995; История вологодских фамилий : Учеб. пособие. Вологод. гос. пед. ин-т. — Вологда : ВГПИ, 1989
- Чемякин Е. А. Казачьи фамилии и…- 2 : (этимология, гидротопонимика, краеведение). — [2-е изд.]. — Волгоград : Принт, 2007
- Шумилов Е. Н. Тимошка Пермитин из деревни Пермяки : Геогр. назв. и фамилии Перм. края / Е. Шумилов. — Пермь : Кн. изд-во, 1991
- Щетинин Л. М. Словарь донских фамилий. М-во внутр. дел Рос. Федерации. Рост. юрид. ин-т. — Ростов н/Д, 2000